# Hirohito
Hirohito (født 29. april 1901, død 7. januar 1989) var den 124. kejser af Japan. Med kejsernavnet Shōwa herskede han over Japan fra 1926 til 1989 og var dermed den længst siddende japanske kejser nogensinde. I Vesten kendtes han bedst under navnet Hirohito.

## Anden Verdenskrig
Shōwa betyder oplyst fred, men ironisk nok skulle Shōwa ende med at være kejser under anden verdenskrig. I hvor høj grad kejseren var aktivt involveret i hændelserne, der førte frem til verdenskrigen, er stadig kilde til uoverensstemmelse, men det står klart, at militæret i trediverne havde kontrol med hele landet. Kejseren, der ansås for at være en levende gud, blev flittigt brugt af militærregimet som et instrument til at opildne nationalismen. I Vesten anser man i dag kejseren for at have været en magtesløs marionetfigur, der udnyttedes af de styrende kræfter, mens man i visse af de asiatiske nabolande, som blev invaderet, anser ham for krigsforbryder på linje med Mussolini og Hitler.
Efter krigen og den japanske kapitulation blev Shōwa selv sat til over radioen at informere det japanske folk om, at han ikke var en levende gud, og således aflivedes den traditionelle folketro på kejserens guddommelighed. General Douglas MacArthur, som repræsenterede den allierede besættelsesmagt i Japan efter kapitulationen i 1945, indrømmede kejser Hirohito og dennes familie immunitet ved den efterfølgende krigsforbryderdomstol i 1946. Flere kilder, blandt de mest prominente Herbert P. Bix, mener, at den japanske kejser spillede en aktiv rolle i krigen og næppe ville være frikendt, hvis skyldsspørgsmålet om hans ansvar for krigsforbrydelser var prøvet ved en domstol. Selv om mange ønskede kejseren dømt for krigsforbrydelser, lod USA, nærmere bestemt general Douglas MacArthur, ham beholde sin titel og position i den nye forfatning, men magten blev reelt opløst, således at han ligesom europæiske monarker kun reelt optræder som et symbol for staten, og ikke længere er statsmagtens øverste. USA lod ham blive på posten for at undgå instabilitet og angreb på de udstationerede amerikanere. USAs strategi var at "fortælle japanerne, at de og kejseren blev narret af de militære". I virkeligheden havde Hirohito givet sin tilslutning til krigens vigtige afgørelser, også angrebet på Pearl Harbor. Der fandtes ingen samlende ledergruppe i Japan under "femtenårskrigen", som man dér kalder anden verdenskrig; Hirohito sad alene ved magten krigen igennem.

## Fodnoter
1. ↑  Navnet er anført på engelsk og stammer fra Wikidata hvor navnet endnu ikke findes på dansk.
2. ↑  Navnet er anført på bokmål og stammer fra Wikidata hvor navnet endnu ikke findes på dansk.
3. ↑  International Military Tribunal for the Far East - Wikipedia, the free encyclopedia
4. ↑  Herbert P. Bix: Hirohito and the Making of Modern Japan (2001). Se også Bix interview http://www.harpercollins.com/author/authorExtra.aspx?authorID=13941&isbn13=9780060931308&displayType=bookinterview Arkiveret 22. oktober 2012 hos  Wayback Machine
5. ↑  Bix lægger blandt andet vægt på kejserens personlige autorisation til brugen af giftgas – der var forbudt i følge den internationalt ratificerede Geneve-Protokol af 1925 og blev respekteret af de krigsførende europæiske lande, herunder Nazi-Tyskland. Bix, side 361. Hans aktive eller passive accept af masakren i Nanking, hvor omkring 20.000 kinesiske krigsfanger blev henrettet. Bix, side 333.
6. ↑  "Hvad blev der af... Hirohito?", i HISTORIE, nr. 11, 2010, Bonnier Publications International A/S, side 13.
7. ↑  Henrik Arnstad: Skyld (s. 148-9), forlaget Spartacus, Oslo 2010, ISBN 978-82-430-0523-5